# Tractors and Farm Equipment Limited

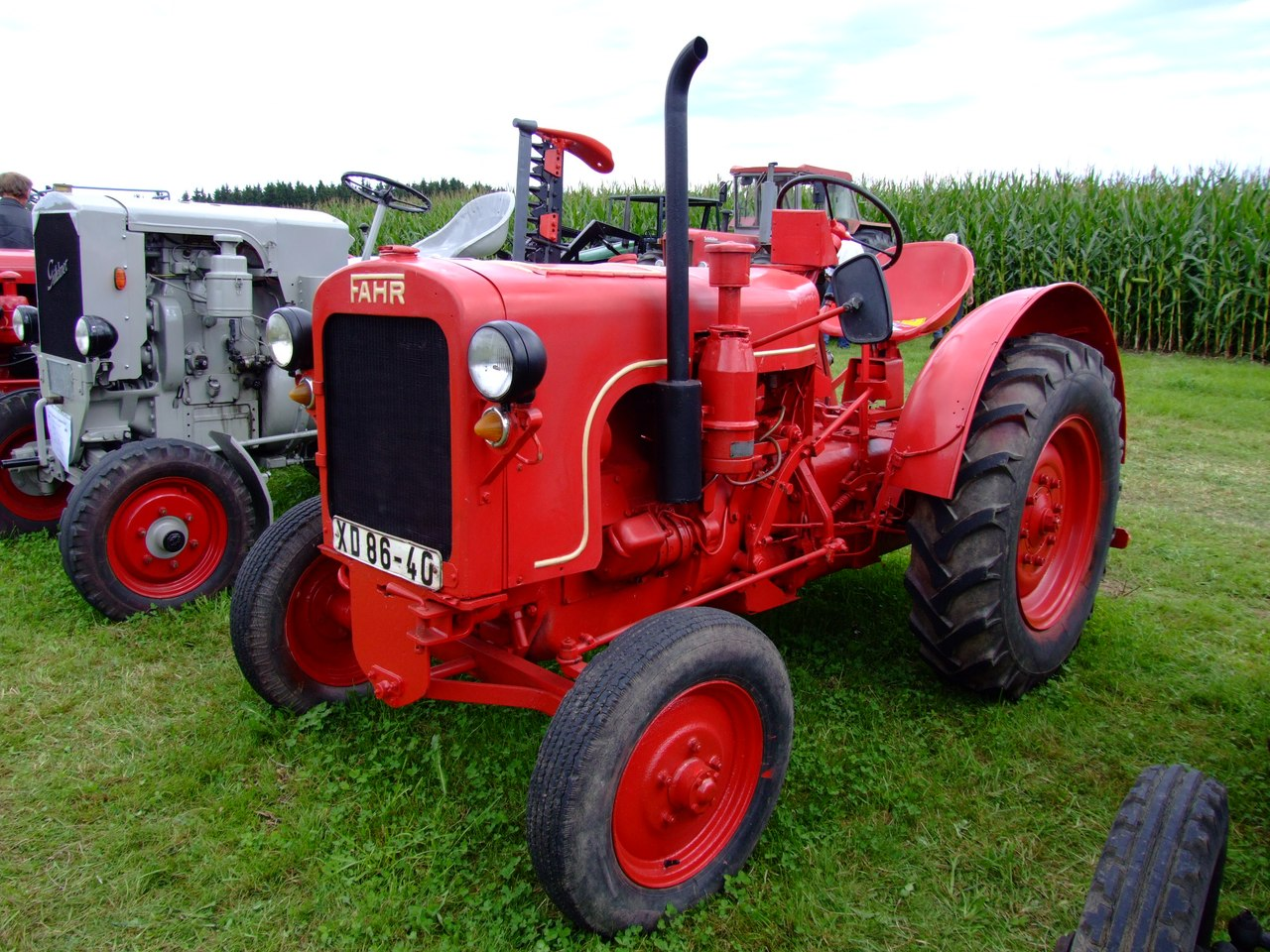
Ciągnik rolniczy Fahr F22

Tractors and Farm Equipment Limited (TAFE) – były indyjski producent ciągników rolniczych pod markami Massey Ferguson, TAFE i Eicher z siedzibą w Ćennaju. Jest trzecim co do wielkości producentem ciągników na świecie i drugim co do wielkości w Indiach. TAFE dzierży 25 % udział w rynku indyjskim przemyśle ciągnikowym. Sprzedaje ponad 170.000 traktorów rocznie.

## Historia
15 grudnia 1960 roku Amalgamations Group we współpracy z Massey Ferguson z Toronto założyli spółkę join venture Tractors and Farm Equipment Limited produkującą ciągniki w Ćennaju. W 1981 roku założono drugą fabrykę w Doddaballapur niedaleko Bengaluru. W 1997 roku założono trzecią fabrykę w Kalladipatti niedaleko Maduraj. W 2005 roku zostały nabyte od Eicher Motors fabryki ciągników z Bhopal, silników z Alwar i skrzyń biegów z Parwanoo. W 2010 roku została założona fabryka w Manisa w Turcji. W 2014 roku założono fabrykę w Changshu w Chinach